# Preeti Agrawal
Preeti Agrawal (ur. 10 sierpnia 1965 w Buxar, Indie) – polska lekarka, doktor nauk medycznych, specjalistka ginekologii i położnictwa oraz integrative medicine (University of Arizona College of Medicine, USA), laureatka Kryształowego Zwierciadła oraz nagrody Niezwykła Polka Roku.

## Życiorys
Urodzona 10 sierpnia 1965 w Buxar w stanie Bihar w Indiach. W 1983 ukończyła naukę w Loreto Convent, a następnie odbyła studia medyczne w Sawai Man Singh Medical College w Indiach, uzyskując dyplom lekarza medycyny w 1989 roku. W 1991 roku nostryfikowała dyplom lekarza na Akademii Medycznej we Wrocławiu i rozpoczęła specjalizację z ginekologii i położnictwa. W 1995 roku uzyskała I stopień specjalizacji. Rok później uzyskała stopień doktora nauk medycznych na podstawie pracy „Ocena wpływu stosowania oxytocyny w indukcji porodu na częstość występowania i nasilenia żółtaczek noworodków” na Wydziale Lekarskim Akademii Medycznej we Wrocławiu. W 1999 roku uzyskała II stopień specjalizacji z ginekologii i położnictwa. W latach 1991–2000 związana z Katedrą i Kliniką Ginekologii i Położnictwa we Wrocławiu. W latach 1995–2001 odbyła szereg staży naukowych i specjalizacyjnych w Niemczech, Danii, Anglii i Kanadzie. Od 2001 roku nieprzerwanie prowadzi indywidualną praktykę lekarską. Od 2006 roku jest prezesem Fundacji Kobieta i Natura, organizacji pożytku publicznego, której misją jest promowanie zdrowia na każdym etapie życia z wykorzystaniem naturalnego potencjału. W 2008 roku uzyskała nagrodę Niezwykłej Polki Roku za działania na rzecz ochrony zdrowia. W 2009 roku dr Preeti Agrawal za całokształt działalności na rzecz kobiet otrzymała Kryształowe Zwierciadło - prestiżową nagrodę miesięcznika Zwierciadło. Od 2013 roku prowadzi klinikę Integrative Medical Center w której leczy i propaguje holistyczne podejście do zdrowia i choroby. W 2017 roku dr Preeti Agrawal została odznaczona Złotym Krzyżem od Prezydenta RP za zasługi w działalności społecznej na rzecz rozwoju świadomości zdrowotnej społeczeństwa. W 2018 roku ukończyła 2-letnią specjalizację w dziedzinie integrative medicine na Wydziale Medycyny Uniwersytetu w Arizonie (University of Arizona College of Medicine).

## Wybrane publikacje
- Siła jest w Tobie. Zdrowie ciała, emocji i ducha w drugiej połowie życia ISBN 978-83-931693-4-4
- Menopauza. Mity i rzeczywistość ISBN 83-924335-0-5
- Zdrowa dieta przed poczęciem i w czasie ciąży ISBN 978-83-931693-0-6
- Kobieta i natura, czyli jak zachować zdrowie na każdym etapie życia ISBN 83-921483-0-4
- Odkrywam macierzyństwo ISBN 978-83-924335-4-5
- Dotyk miłości. Masaż niemowląt ISBN 978-83-924335-3-8
- Przygotowanie do naturalnego porodu poprzez wizualizacje
- Poród w harmonii z naturą ISBN 978-83-924335-7-6

## Nagrody
- Złoty Krzyż Zasługi (2017 r.)[7]
- Odznaka Honorowa Złota – Zasłużony dla Województwa Dolnośląskiego (2012)[9]
- Kryształowe Zwierciadło – prestiżowa nagrodę miesięcznika „Zwierciadło” (2009)[2]
- Niezwykła Polka Roku (2008)[3]

## Życie prywatne
Jest zamężna z Anil Kumar Agrawal, chirurgiem, profesorem nauk medycznych. Ma córkę Akankshę oraz dwóch synów Siddarth Agrawal oraz Anadi Agrawal.